# Dipartimento di Néma
Il dipartimento di Néma è un dipartimento (moughataa) della regione di Hodh-Charghi in Mauritania con capoluogo Néma.
Il dipartimento comprende 10 comuni:
- Néma
- Achemine
- Jerif
- Bangou
- Hassi Etile
- Oum Avnadech
- El Mabrouk
- Beribavar
- Noual
- Agoueinit